# Географія Домініканської Республіки
Домініканська Республіка — північноамериканська країна, що займає східну частину острова Гаїті Карибського регіону . Загальна площа країни 48 670 км² (132-ге місце у світі), з яких на суходіл припадає 48 320 км², а на поверхню внутрішніх вод — 350 км². Площа країни удвічі більша за площу Миколаївської області України. 

## Етимологія
Офіційна назва — Домініканська Республіка, Домінікана (ісп. La Republica Dominicana, La Dominicana). Назва країни походить від назви столиці країни, міста Санто-Домінго, яка носить ім'я іспанського Святого Домініка, засновника домініканського ордена. 1697 року був підписаний Рейсвейкський мир, за яким західна частина острова Гаїті відійшла до Франції, а східна залишилася за Іспанією і стала називатись Санто-Домінго. Колонія Санто-Домінго 1844 року проголосила незалежність від Іспанії як Ла Републіка Домінікана.

## Географічне положення
Домініканська Республіка — північноамериканська країна, що межує лише з однією державою: Гаїті (спільний кордон — 376 км). Острів Гаїті належить до групи Великих Антильських островів. Загальна довжина державного кордону — 376 км. Домініканська Республіка на півдні омивається водами Карибського моря; на півночі — водами Атлантичного океану; на сході водами протоки Мона відділена від островів Мона і Пуерто-Рико (США). Загальна довжина морського узбережжя 1288 км.

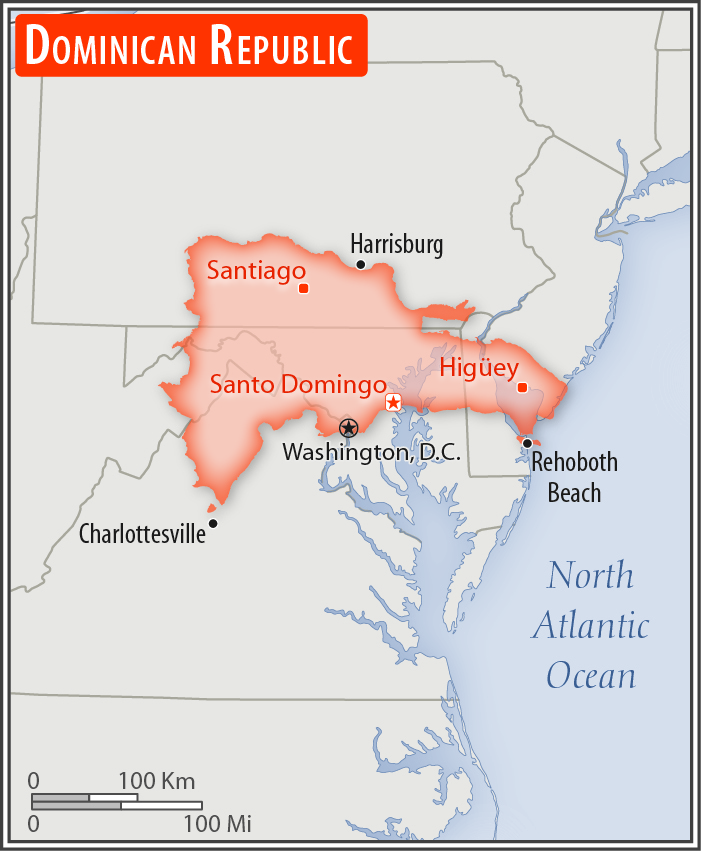
Порівняння розмірів території Домініканської Республіки та США
Морські кордони країн Карибського регіону
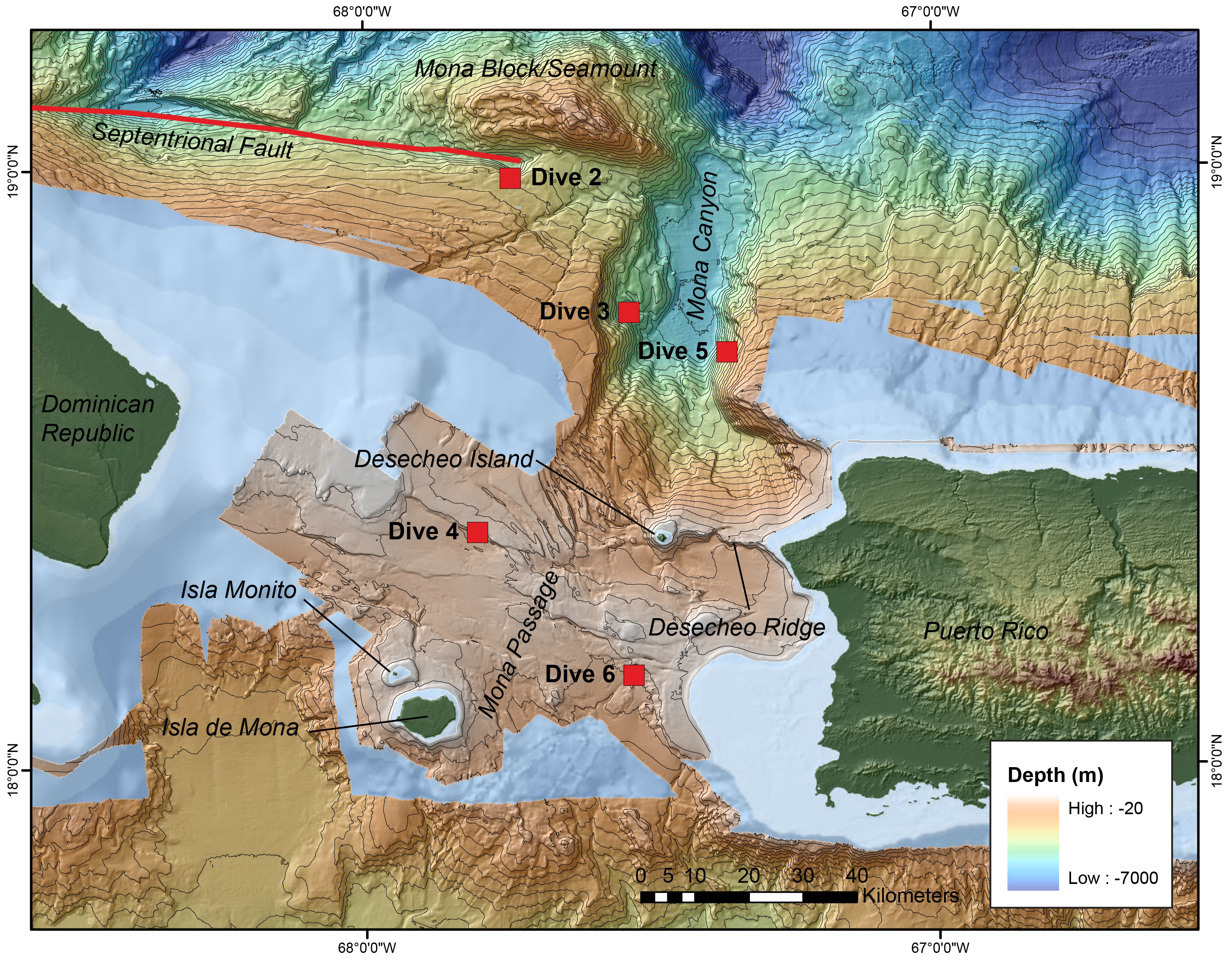
Батиметрія протоки Мона

Згідно з Конвенцією Організації Об'єднаних Націй з морського права (UNCLOS) 1982 року, протяжність територіальних вод країни встановлено в 12 морських миль (22,2 км) від прямих вихідних ліній архіпелажних вод. Прилегла зона, що примикає до територіальних вод, в якій держава може здійснювати контроль необхідний для запобігання порушень митних, фіскальних, імміграційних або санітарних законів простягається на 24 морські милі (44,4 км) від узбережжя (стаття 33). Виключна економічна зона встановлена на відстань 200 морських миль (370,4 км) від узбережжя. Континентальний шельф — 200 морських миль (370,4 км) від узбережжя, або до континентальної брівки (стаття 76).

### Час
Час у Домініканській Республіці: UTC-4 (-6 годин різниці часу з Києвом).

## Геологія

### Сейсмічність
10 листопада 2023 року, у регіоні Домініканської Республіки стався землетрус магнітудою 5,3 балів. За даними Європейського середземноморського сейсмологічного центру (EMSC), землетрус виник на глибині 14 кілометрів.

## Рельєф
Середні висоти — 424 м; найнижча точка — уріз води озера Енрікільйо (-46 м); найвища точка — гора Піко-Дуарте (3175 м).

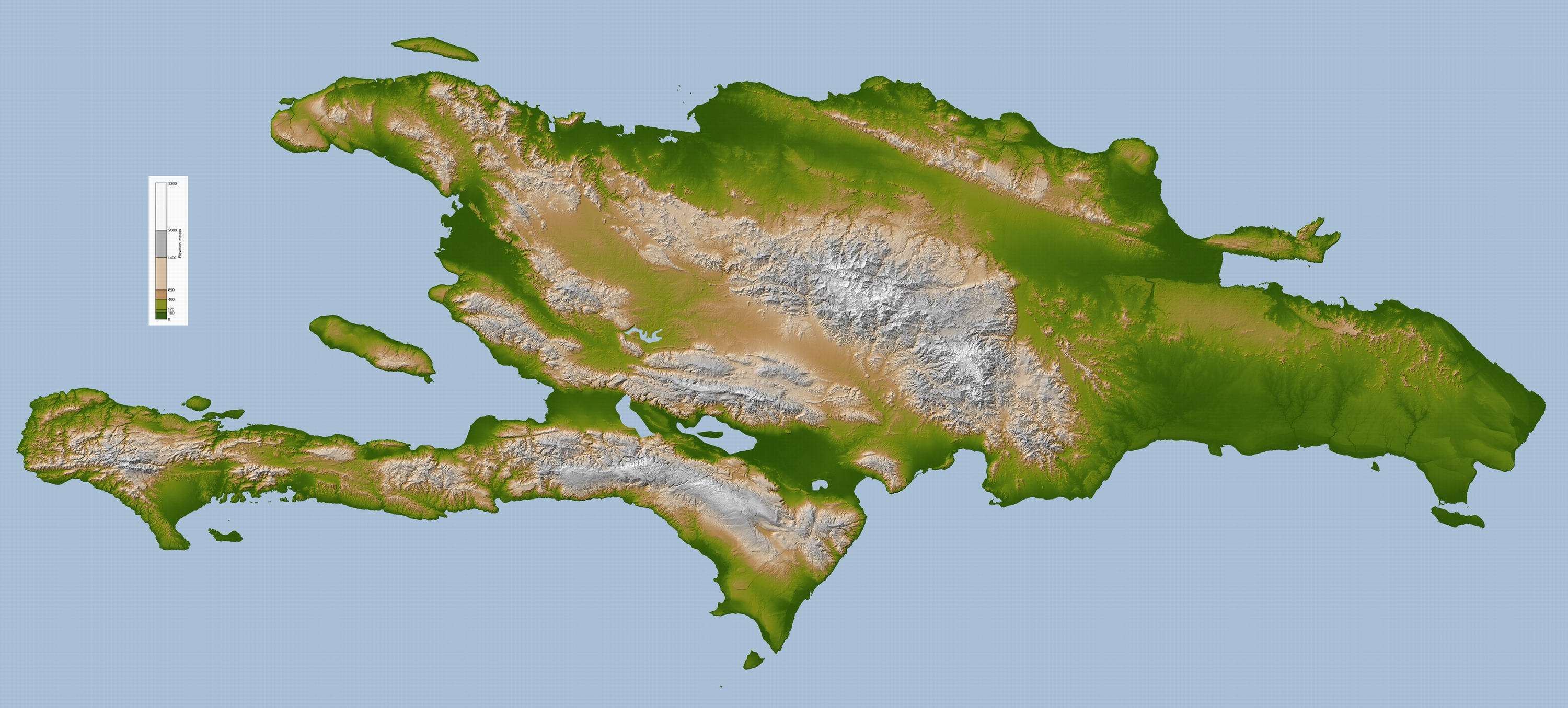
Рельєф острова Гаїті
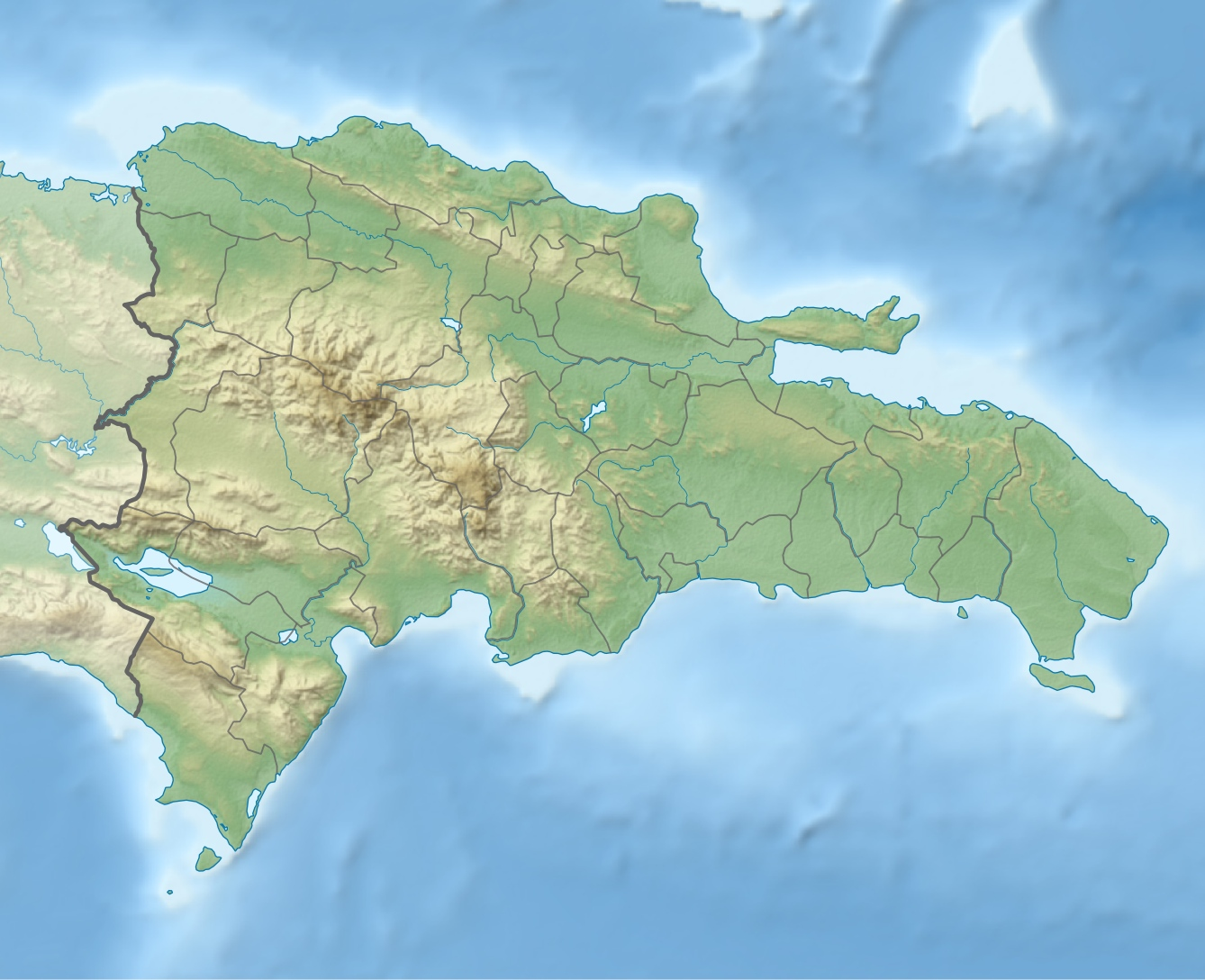
Рельєф Домініканської Республіки
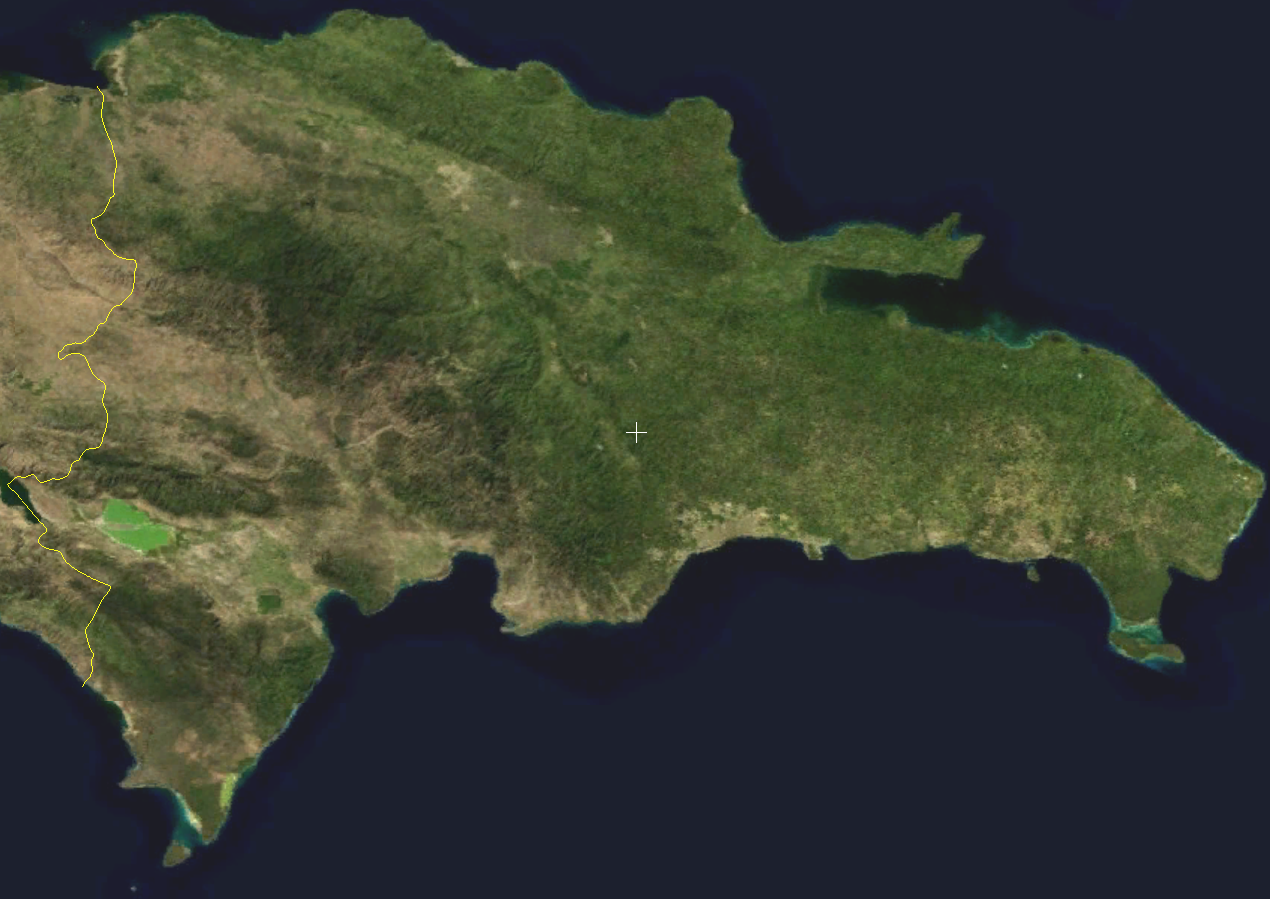
Супутниковий знімок поверхні країни
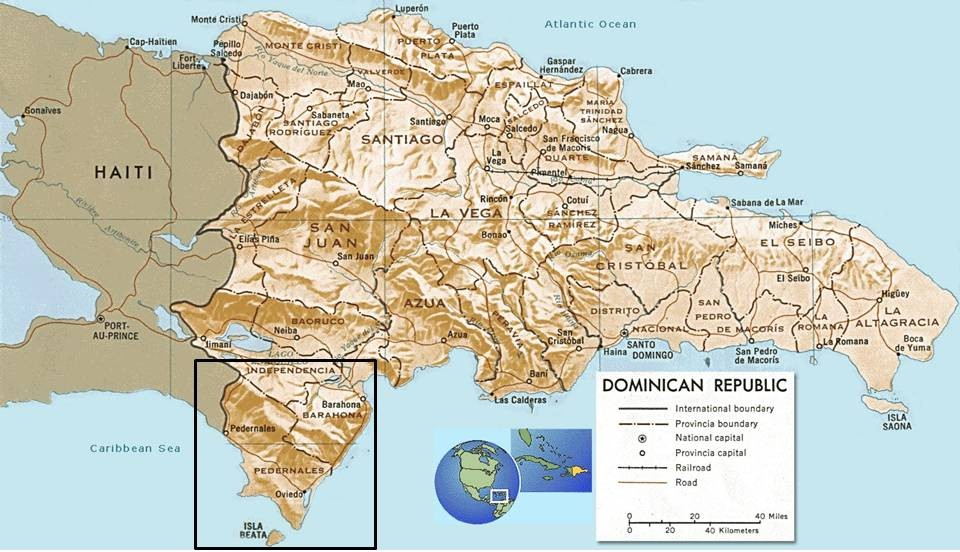
Карта країни (англ.)

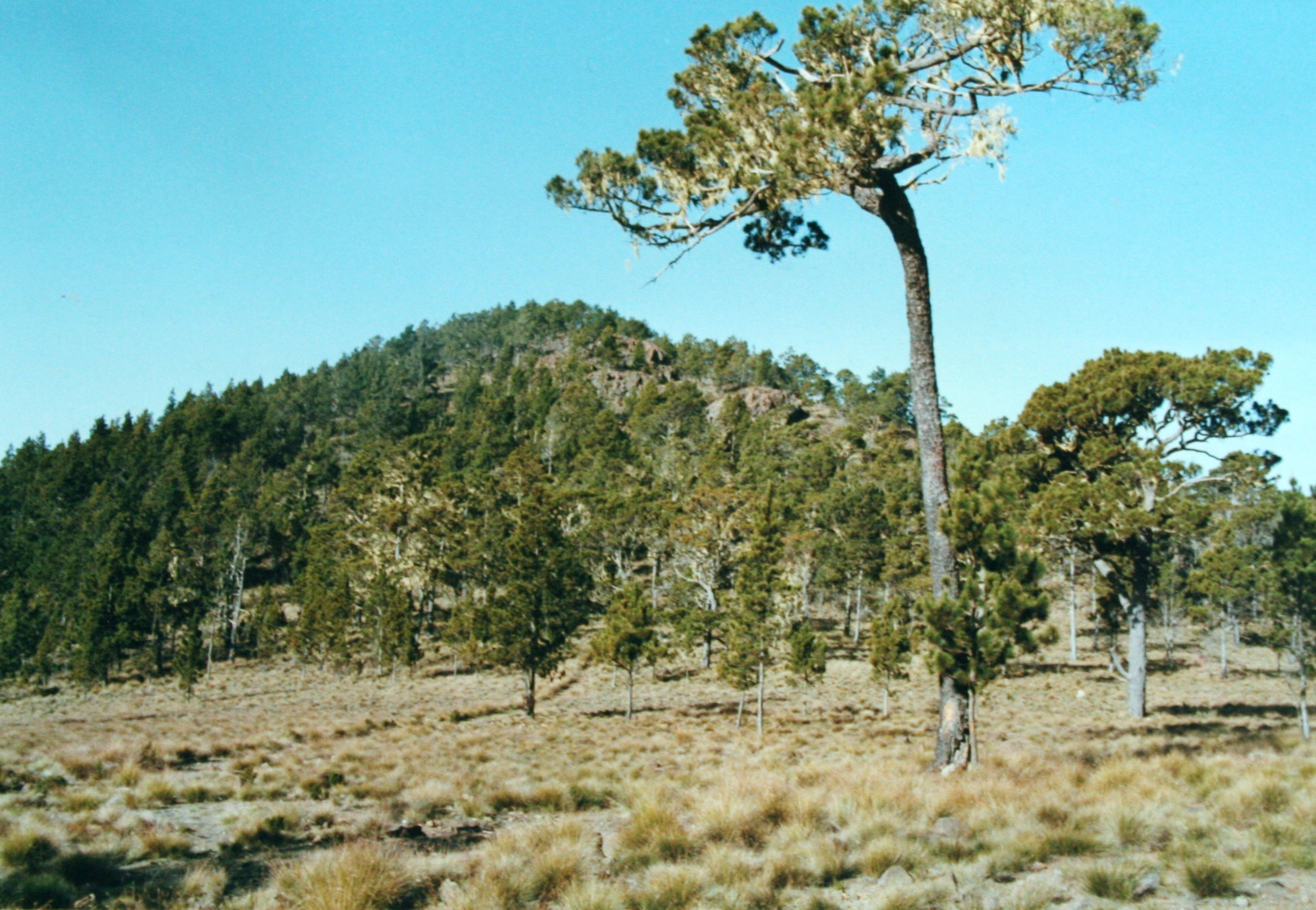
Пік Дуарте
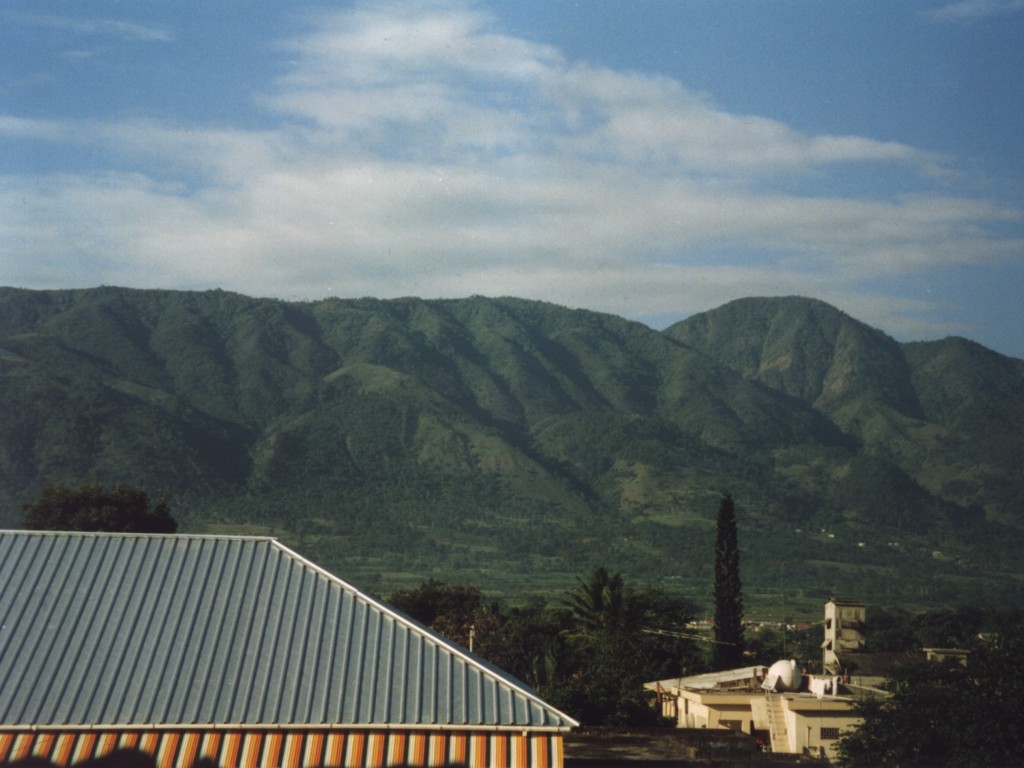
Кордильєра-Сентраль
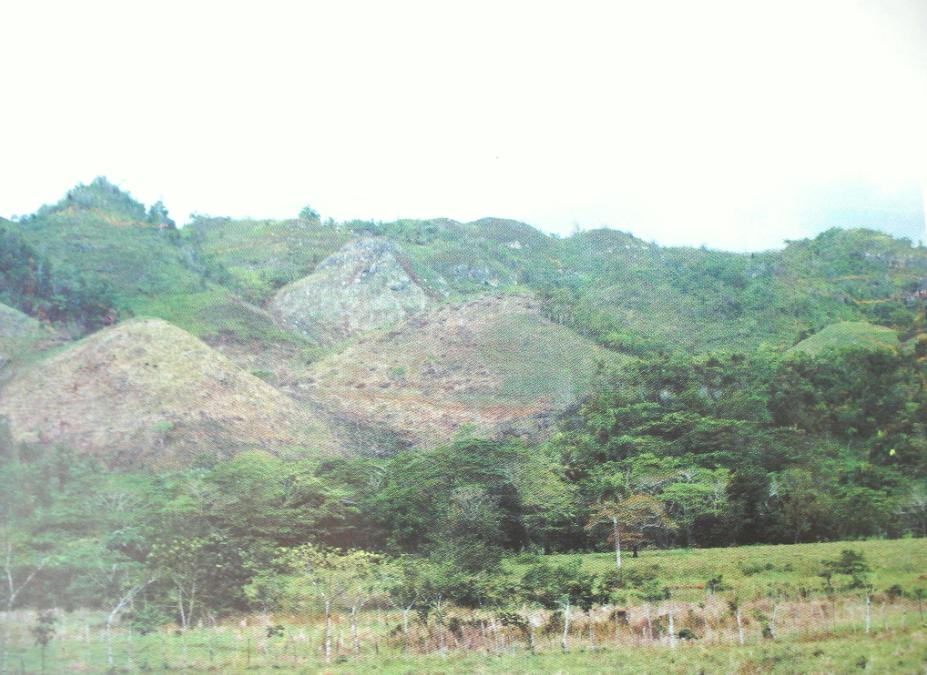
Кордильєра-Ориєнталь
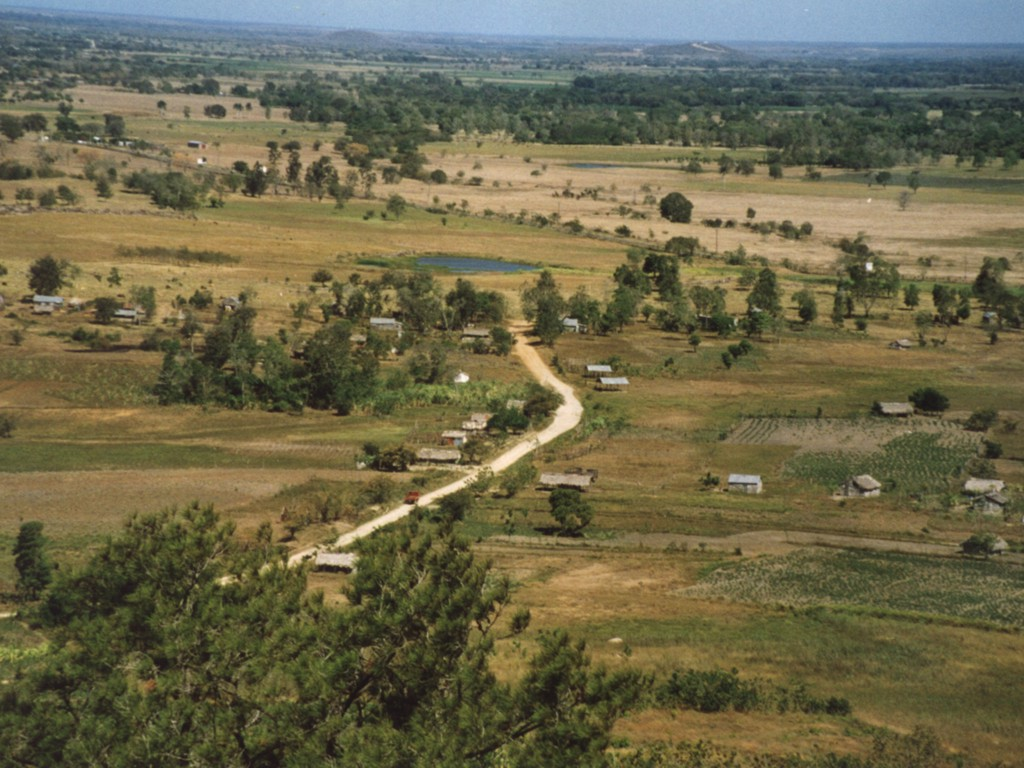
Дахабон

## Клімат
Територія Домініканської Республіки лежить у тропічному кліматичному поясі. Увесь рік панують тропічні повітряні маси. Сезонний хід температури повітря чітко відстежується. Переважають східні пасатні вітри, достатнє зволоження (на підвітряних схилах відчувається значний дефіцит вологи). У теплий сезон з морів та океанів часто надходять тропічні циклони.

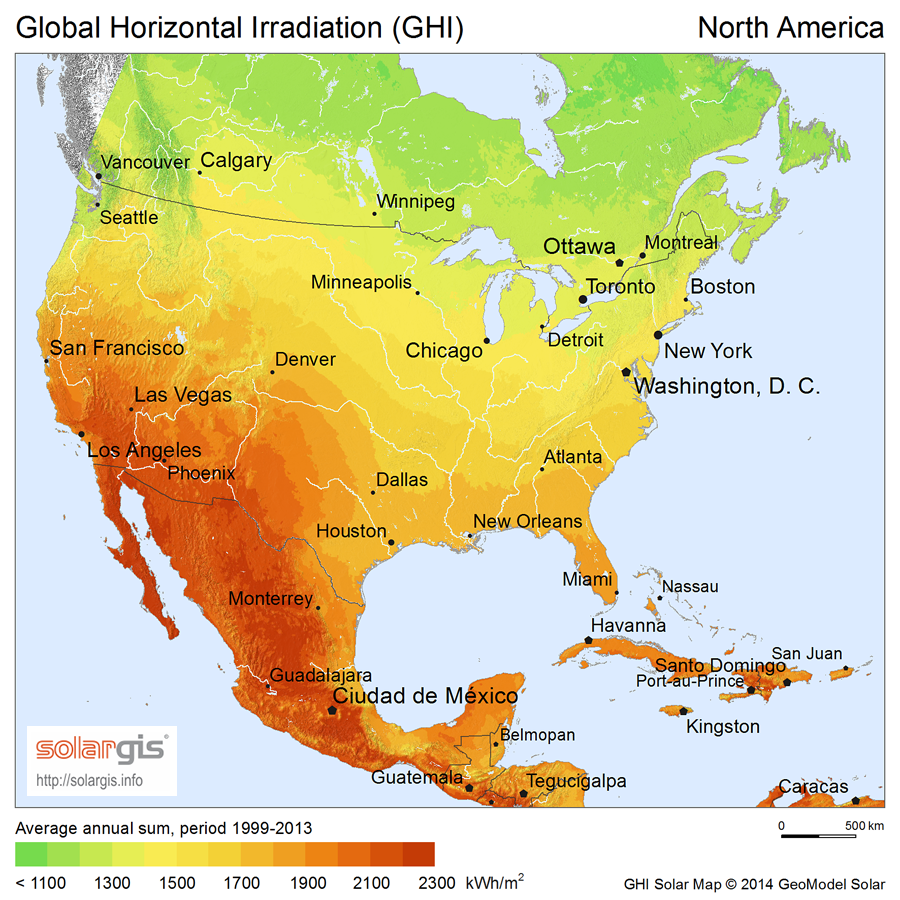
Сонячна радіація (англ.)
Кліматична карта Домініканської Республіки (за Кеппеном)

Домініканська Республіка є членом Всесвітньої метеорологічної організації (WMO), в країні ведуться систематичні спостереження за погодою.

## Внутрішні води

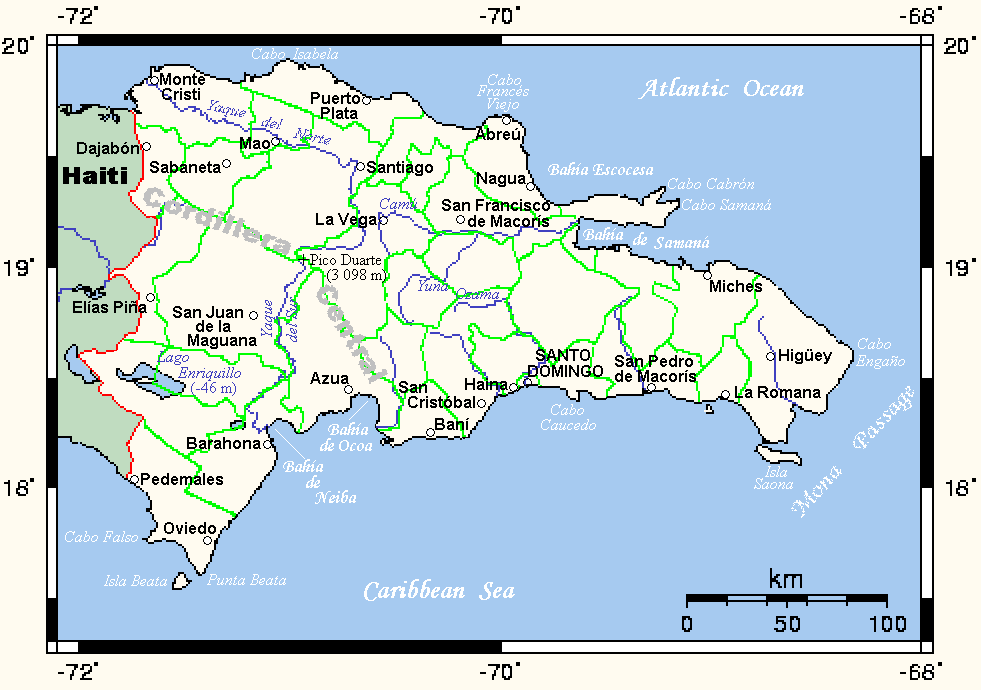
Гідрографічна мережа Домініканської Республіки
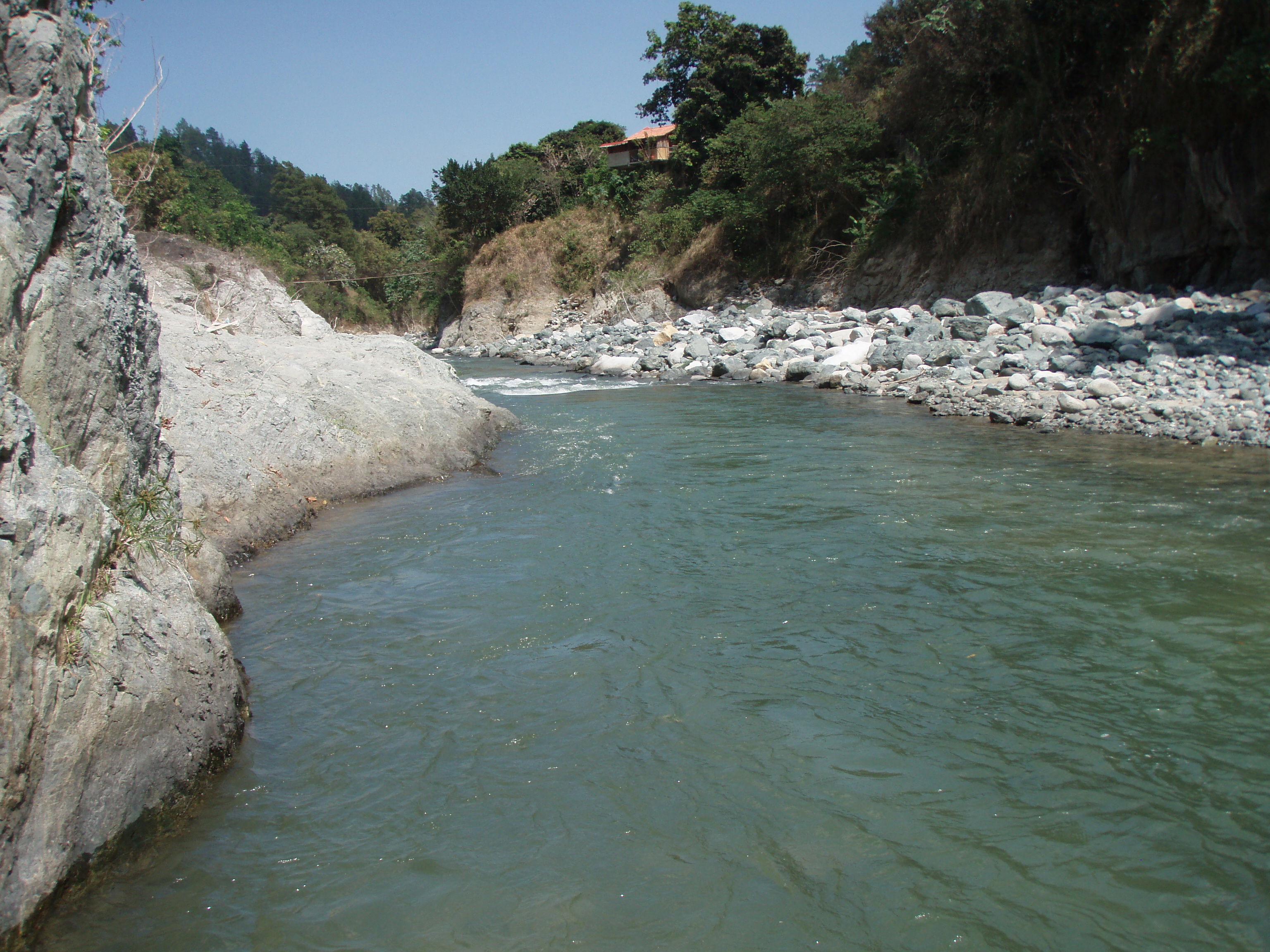
Річка Яке-дель-Норте
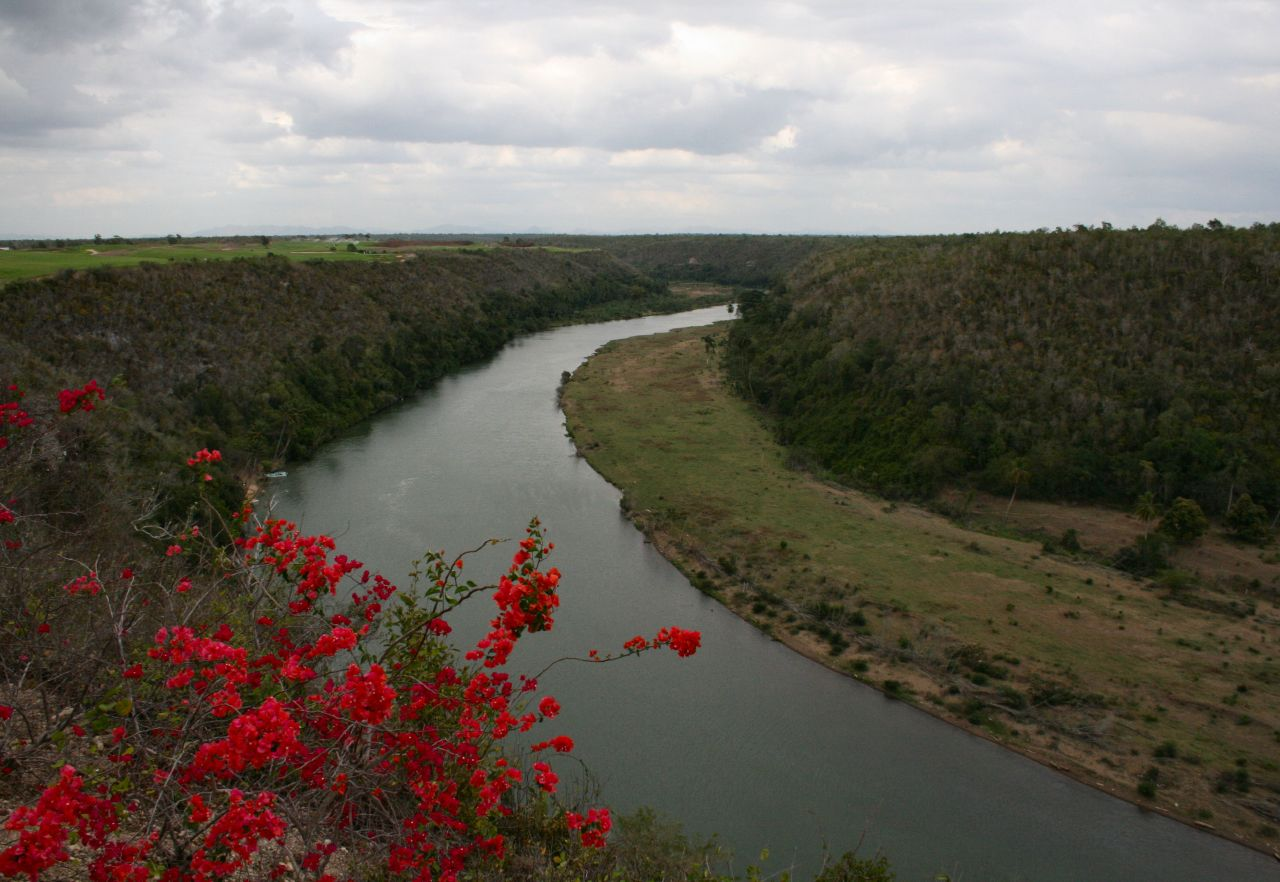
Річка Чавон
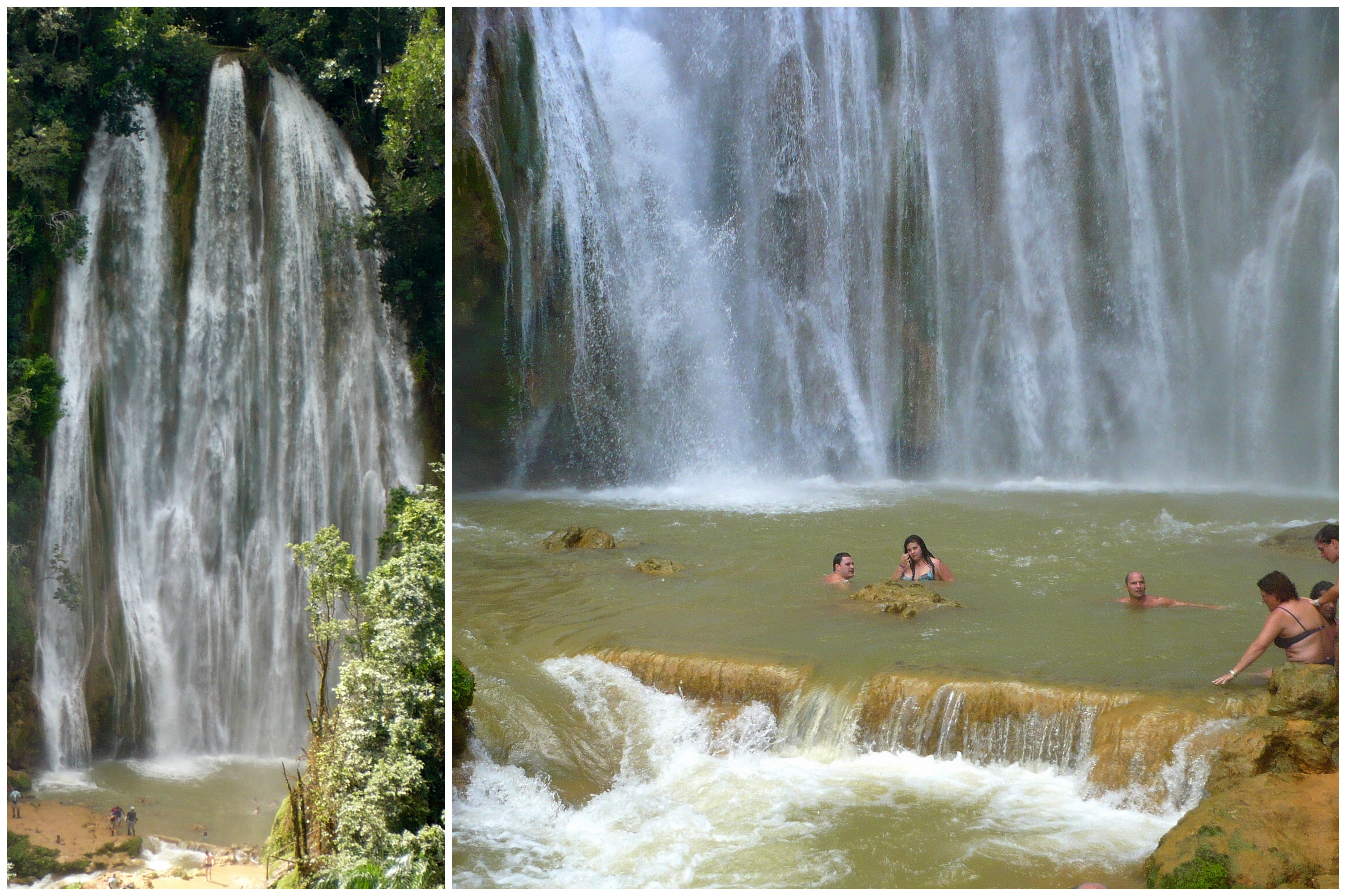
Водоспади Сальто-де-Лімон
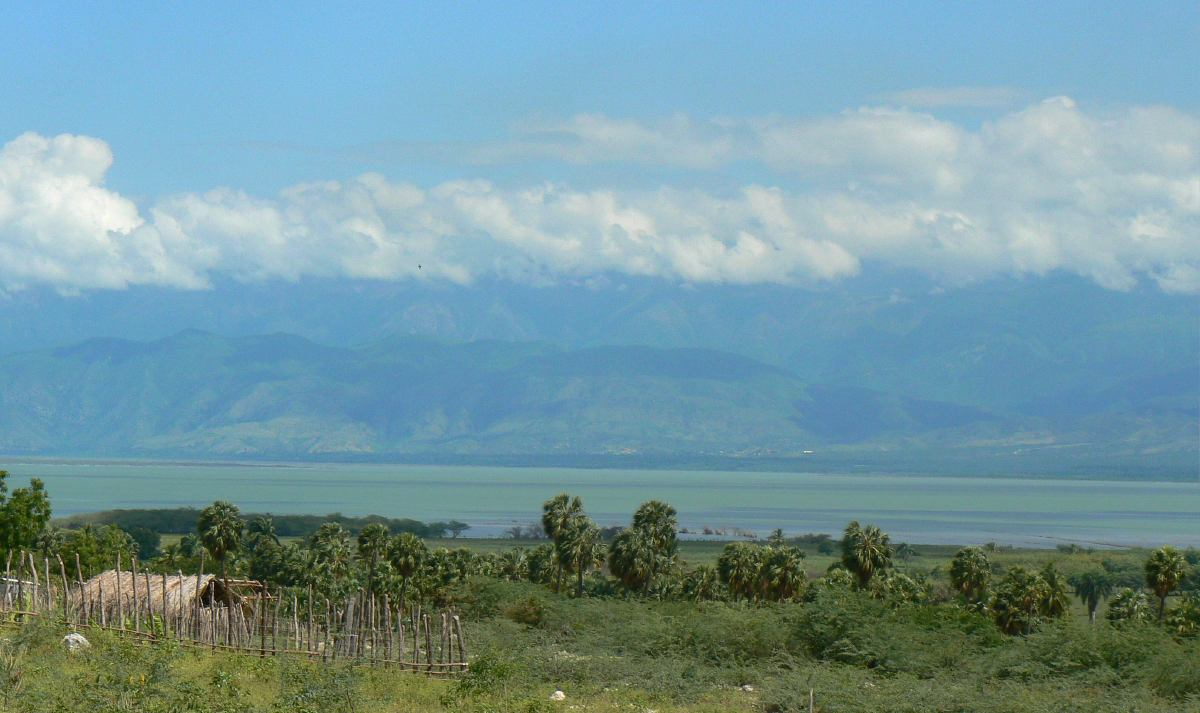
Озеро Енрікільйо
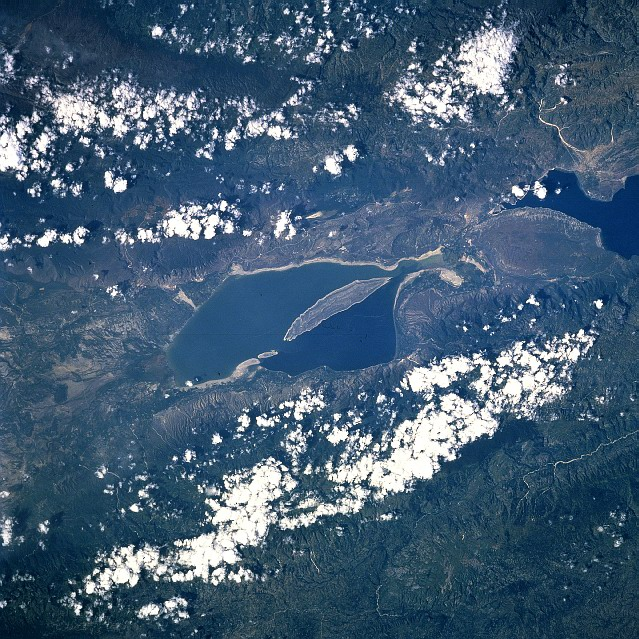
Озеро Енрікільйо з космосу

### Річки
Річки країни належать басейну Атлантичного океану.

## Рослинність

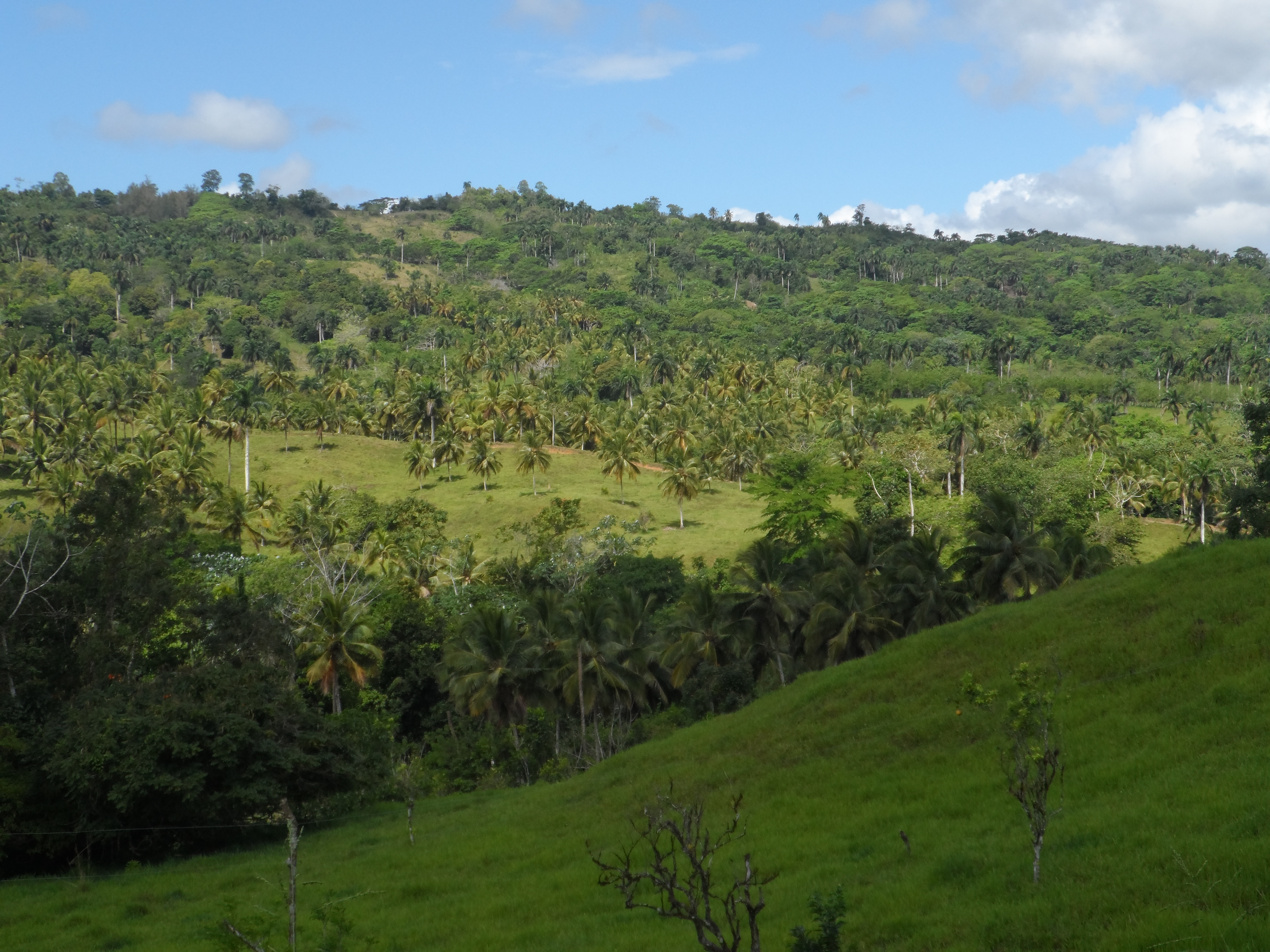
Домініканський льянос
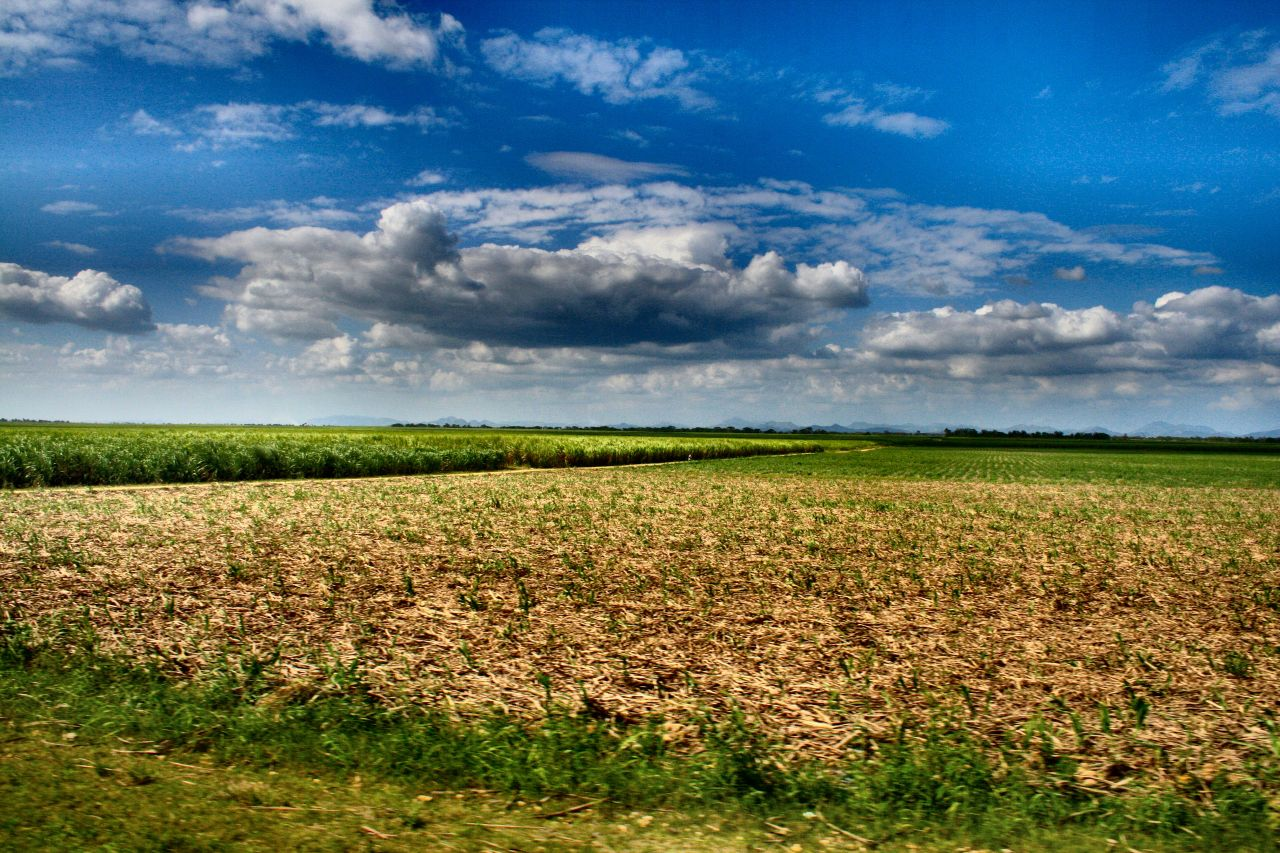
Сільськогосподарські плантації
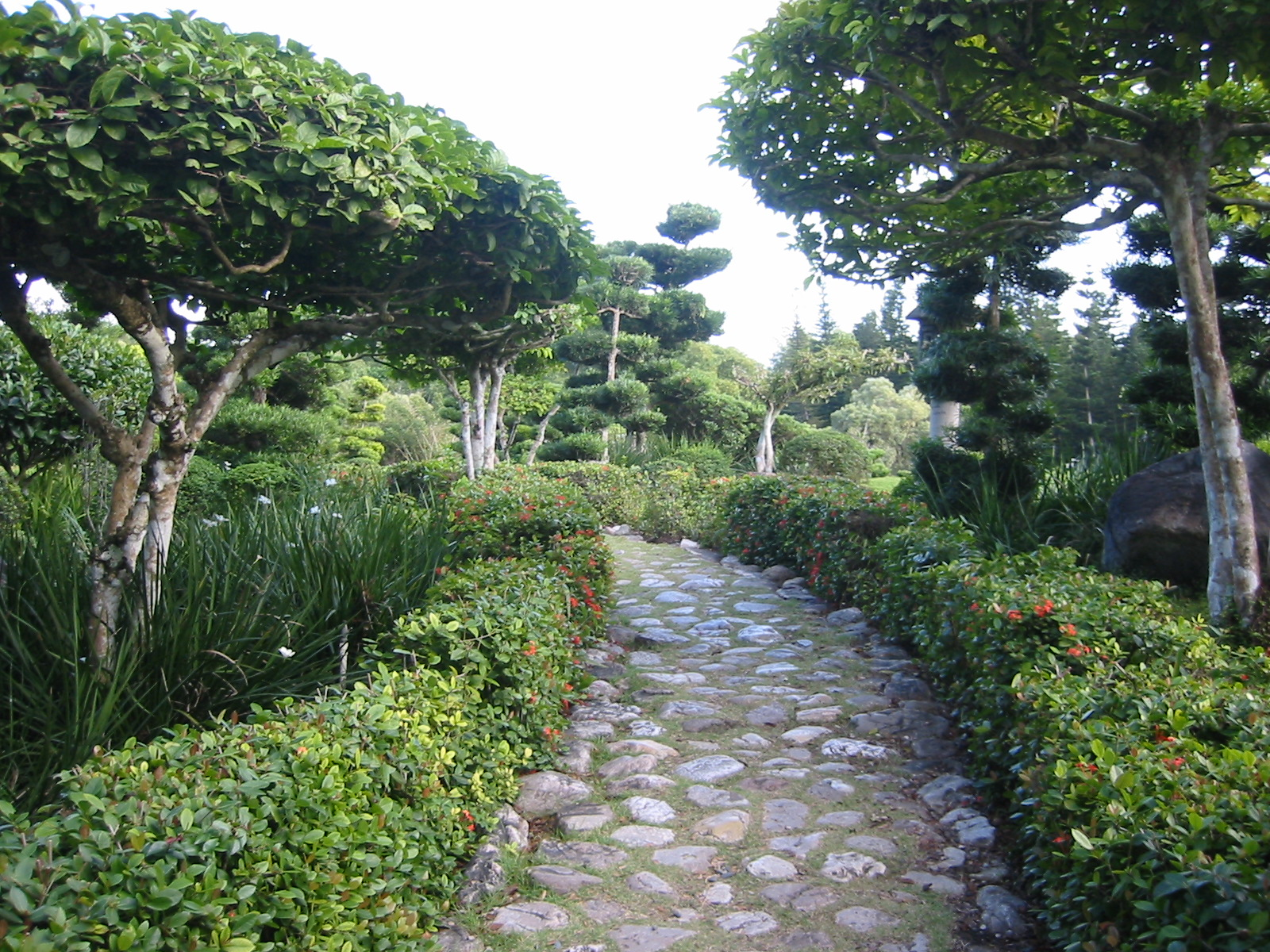
Ботанічний сад Санто-Домінго

## Тваринний світ
У зоогеографічному відношенні територія країни відноситься до Антильської підобласті Неотропічної області.

## Стихійні природні явища
На території країни спостерігаються небезпечні природні явища і стихійні лиха: острів Гаїті лежить на шляху проходження карибських ураганів з червня по жовтень; нечасті повіді; періодичні посухи.

## Природні ресурси

### Мінеральні ресурси
Надра Домініканської Республіки багаті на ряд корисних копалин: нікель, боксити, золото, срібло.

### Водні ресурси
Загальні запаси відновлюваних водних ресурсів (ґрунтові і поверхневі прісні води) становлять 21 км³. Станом на 2012 рік в країні налічувалось 3070 км² зрошуваних земель.

### Земельні ресурси
Земельні ресурси Домініканської Республіки (оцінка 2011 року):
- придатні для сільськогосподарського обробітку землі — 51,5 %,
  - орні землі — 16,6 %,
  - багаторічні насадження — 10,1 %,
  - землі, що постійно використовуються під пасовища — 24,8 %;
- землі, зайняті лісами і чагарниками — 40,8 %;
- інше — 7,7 %[1].

## Охорона природи
Серед екологічних проблем варто відзначити:
- дефіцит питної води;
- ерозію ґрунтів, що руйнує коралові рифи навколо узбережжя;
- знеліснення.

Домініканська Республіка є учасником ряду міжнародних угод з охорони навколишнього середовища:
- Конвенції про біологічне різноманіття (CBD),
- Рамкової конвенції ООН про зміну клімату (UNFCCC),
- Кіотського протоколу до Рамкової конвенції,
- Конвенції ООН про боротьбу з опустелюванням (UNCCD),
- Конвенції про міжнародну торгівлю видами дикої фауни і флори, що перебувають під загрозою зникнення (CITES),
- Базельської конвенції протидії транскордонному переміщенню небезпечних відходів,
- Лондонської конвенції про запобігання забрудненню моря скиданням відходів,
- Конвенції з охорони морських живих ресурсів,
- Монреальського протоколу з охорони озонового шару,
- Міжнародної конвенції запобігання забрудненню з суден (MARPOL),
- Рамсарської конвенції із захисту водно-болотних угідь[13].

Урядом країни підписана, але не ратифікована міжнародна угоди щодо міжнародного морського права.

## Фізико-географічне районування
У фізико-географічному відношенні територію Домініканської Республіки можна розділити на _ райони, що відрізняються один від одного рельєфом, кліматом, рослинним покривом: .

### Українською
- Атлас світу / голов. ред. І. С. Руденко ; зав. ред. В. В. Радченко ; відп. ред. О. В. Вакуленко. — К. : ДНВП «Картографія», 2005. — 336 с. — ISBN 9666315467.
- Атлас. 7 клас. Географія материків і океанів / Укладачі О. Я. Скуратович, Н. І. Чанцева. — К. : ДНВП «Картографія», 2014.
- Бєлозоров С. Т. Географія материків. — К. : Вища школа, 1971. — 371 с.
- Барановська О. В. Фізична географія материків і океанів : навч. посіб. для студентів ВНЗ : [у 2 ч.]. — Н. : Ніжинський державний університет ім. Миколи Гоголя, 2013. — 306 с. — ISBN 978-617-527-106-3.
- Домініканська Республіка // Гірничий енциклопедичний словник : [у 3-х тт.] / за ред. В. С. Білецького. — Д. : Східний видавничий дім, 2004. — Т. 3. — 752 с. — ISBN 966-7804-78-X.
- Дубович І. А. Країнознавчий словник-довідник. — 5-те вид., перероб. і доп. — К. : Знання, 2008. — 839 с. — ISBN 978-966-346-330-8.
- Економічна і соціальна географія країн світу. Навчальний посібник / За ред. Кузика С. П. — Л. : Світ, 2002. — 672 с. — ISBN 966-603-178-7.
- Панасенко Б. Д. Фізична географія материків : навч. посіб. : в 2 ч. — В. : ЕкоБізнесЦентр, 1999. — 200 с.
- Юрківський В. М. Регіональна економічна і соціальна географія. Зарубіжні країни: Підручник. — 2-ге. — К. : Либідь, 2001. — 416 с. — ISBN 966-06-0092-5.

### Англійською
- (англ.) Graham Bateman. The Encyclopedia of World Geography. — Andromeda, 2002. — 288 с. — ISBN 1871869587.
- (англ.) Donovan, Steven K.; Jackson, Trevor A. (1994). Caribbean Geology: An Introduction. University of West Indies. с. 289. ISBN 9764100333.

### Російською
- (рос.) Доминиканская Республика // Латинская Америка. Энциклопедический справочник [в 2-х тт.] / Главный редактор В. В. Вольский. — М. : Советская энциклопедия, 1979. — Т. 1. А-К. — 576 с.
- (рос.) Авакян А. Б., Салтанкин В. П., Шарапов В. А. Водохранилища. — М. : Мысль, 1987. — 326 с. — (Природа мира)
- (рос.) Алисов Б. П., Берлин И. А., Михель В. М. Курс климатологии [в 3-х тт.] / под. ред. Е. С. Рубинштейн. — Л. : Гидрометеоиздат, 1954. — Т. 3. Климаты земного шара. — 320 с.
- (рос.) Апродов В. А. Зоны землетрясений. — М. : Мысль, 2010. — 462 с. — (Природа мира) — ISBN 978-5-244-01122-7.
- (рос.) Букштынов А. Д., Грошев Б. И., Крылов Г. В. Леса. — М. : Мысль, 1981. — 316 с. — (Природа мира)
- (рос.) Власова Т. В. Физическая география материков. С прилегающими частями океанов. Евразия, Северная Америка. — 4-е, перераб. — М. : Просвещение, 1986. — 417 с.
- (рос.) Гвоздецкий Н. А. Карст. — М. : Мысль, 1981. — 214 с. — (Природа мира)
- (рос.) Гвоздецкий Н. А., Голубчиков Ю. Н. Горы. — М. : Мысль, 1987. — 400 с. — (Природа мира)
- (рос.) Географический энциклопедический словарь: географические названия / под. ред. А. Ф. Трёшникова. — 2-е изд., доп. — М. : Советская энциклопедия, 1989. — 585 с. — ISBN 5-85270-057-6.
- (рос.) Дорст Ж. Центральная и Южная Америка. — М. : Прогресс, 1977. — 318 с. — (Континенты, на которых мы живем)
- (рос.) Исаченко А. Г., Шляпников А. А. Ландшафты. — М. : Мысль, 1989. — 504 с. — (Природа мира) — ISBN 5-244-00177-9.
- (рос.) Каплин П. А., Леонтьев О. К., Лукьянова С. А., Никифоров Л. Г. Берега. — М. : Мысль, 1991. — 480 с. — (Природа мира) — ISBN 5-244-00449-2.
- (рос.) Словарь современных географических названий / под общей редакцией акад. В. М. Котлякова. — Екатеринбург : У-Фактория, 2006.
- (рос.) Литвин В. М., Лымарев В. И. Острова. — М. : Мысль, 2010. — 288 с. — (Природа мира) — ISBN 978-5-244-01129-6.
- (рос.) Лобова Е. В., Хабаров А. В. Почвы. — М. : Мысль, 1983. — 304 с. — (Природа мира)
- (рос.) Максаковский В. П. Географическая картина мира. Книга I: Общая характеристика мира. — М. : Дрофа, 2008. — 495 с. — ISBN 978-5-358-05275-8.
- (рос.) Максаковский В. П. Географическая картина мира. Книга II: Региональная характеристика мира. — М. : Дрофа, 2009. — 480 с. — ISBN 978-5-358-06280-1.
- (рос.) Доминиканская Республика // Поспелов Е. М. Топонимический словарь. — М. : АСТ, 2005. — 229 с. — ISBN 5-17-016407-6.
- (рос.) География / под ред. проф. А. П. Горкина. — М. : Росмэн-Пресс, 2006. — 624 с. — (Современная иллюстрированная энциклопедия) — ISBN 5-353-02443-5.
- (рос.) Физико-географический атлас мира. — М. : Академия наук СССР и ГУГК СССР, 1964. — 298 с.
- (рос.) Энциклопедия стран мира / глав. ред. Н. А. Симония. — М. : НПО «Экономика» РАН, отделение общественных наук, 2004. — 1319 с. — ISBN 5-282-02318-0.